# Werewolf: The Forsaken
Werewolf: The Forsaken (Оборотень: Отверженный) — ролевая игра, разработанная компанией White Wolf. Публикация основной книги правил, описывающей тему и мир игры, состоялась в марте 2005 года. Несмотря на развитие многих мотивов Werewolf: The Apocalypse – первой игры Мира Тьмы, посвящённой оборотням, – новая версия опирается на другую концепцию и обладает полностью самостоятельным сеттингом. В марте 2015 года компанией Onyx Path было выпущено второе издание, изменившее многие правила и реалии игрового мира.

## Сеттинг
Игра повествует о древней расе чудовищ, известных людям как оборотни. Каждый оборотень отстаивает своё место в мире, ведя отчаянную борьбу за выживание.
Основная часть книг Werewolf: The Forsaken описывает культуру оборотней-волков, достигших большего распространения, чем другие разновидности оборотней. Тем не менее, в мире игры существуют и альтернативные группы существ, превращающихся в других животных и обладающих собственным коллективом, предназначением и культурой.

### Происхождение оборотней
История оборотней уходит корнями в легенду о первозданном мире, который сегодня называют Пангеей. Хотя не все оборотни верят в эту легенду, многие из упомянутых в ней событий находят своё отражение в современной жизни их расы.

#### Легенда об Отце Волке
В далёком прошлом люди жили бок о бок с духами – богоподобными существами, которые были вынуждены питаться эмоциями разумных созданий. В то время как некоторые духи впитывали положительные эмоции и создавали цветущие уголки природы, многие из них отличались хищнической натурой и рвались в земли людей для утоления куда более тёмных страстей.
Таких духов изгонял Отец Волк – великий охотник, следивший за сохранением устоявшегося порядка. Духи одновременно боялись и чтили его, и даже подлинные чудовища признавали за Отцом Волком право стеречь Пангею от разрушительного влияния духов. Доблесть и красота Отца Волка завоевали сердце самой Луны, на которую он любил смотреть по ночам. Однажды Луна приняла человеческое обличье и сошла с небосклона, чтобы подарить своему возлюбленному детей – первых людей-волков, или Урата.
Будучи наполовину духами, а наполовину созданиями из плоти и крови, Урата приобрели способность менять свой облик подобно тому, как их мать меняла свою небесную форму каждые несколько ночей. Отец Волк взрастил эту первую стаю, чтобы она смогла охранять вместе с ним границы между мирами плоти и духа. Так наступил золотой век Пангеи.
Отец научил своих отпрысков совмещать человеческий интеллект и звериную силу, и вместе они сумели загнать многих чудовищ в дальние уголки первозданного мира. Тогда же Урата нажили своих первых врагов, хотя те не могли представлять угрозы для оборотней, пока рядом был Отец Волк.
Для людей появление оборотней стало одновременно спасением и кошмаром. С одной стороны, потомки Луны и Волка защищали их от опасных духов, с другой – когда человеческие племена становились слишком большими, оборотни урезали их численность, восстанавливая природный баланс.

#### Гибель Пангеи
Прошли долгие годы, прежде чем Отец Волк наконец стал терять свою силу и скорость. Всё больше духов проскальзывали в мир людей, и всё больше чудовищ переходили дорогу Урата, видя слабость их вожака. Пангея начала увядать, и Урата знали, что в один день они будут вынуждены сменить лидера своей стаи. Однако преданность Отца Волка своему делу была настолько сильна, что он не остановился бы до тех пор, пока бы не испустил дух.
После длительных колебаний Урата приняли решение. Отец Волк должен был умереть, чтобы жила Пангея. Когда пришло время, они накинулись на Отца и сразили его в одной долгой, ожесточённой схватке. С последним вздохом Отец Волк испустил вой, потрясший вселенную до основания. Мир раскололся надвое, ознаменовав гибель Пангеи. Между владениями людей и землями духов образовалась невидимая стена, впоследствии названная Вуалью. С этого момента духи уже не могли беспрепятственно проникать в мир плоти, однако и люди были отрезаны от живой энергии, некогда наполнявшей их земли.
Мир духов отверг Урата за совершённое преступление, возненавидев их даже больше, чем в золотой век Пангеи. Даже их мать отреклась от собственного потомства, что сделало лунный металл – серебро – смертоносным для каждого оборотня. Хотя позже Урата снискали прощение Матери верной службой, это проклятие продолжает действовать до сих пор.
По легенде, трое Урата отказались нападать на отца – возможно, из трусости, или верности, или надежды найти своё место в умирающем мире без кровопролития. Когда Пангея распалась, эти трое заключили с духами договор, поклявшись охотиться на предателей и их потомство до скончания времён. Так оборотни разделились на стаи Отверженных, стерегущих границы между мирами, и Чистых, мечтающих возродить Пангею, принеся в жертву духам убийц своего отца.
Хотя многие оборотни считают Пангею Землёй в её изначальной форме, хранители древних знаний высказывают предположение, что речь идёт не о физическом месте. Пангея могла быть временем, состоянием или даже концепцией. Равным образом, появление оборотней из союза Луны и Волка могло быть не столько физическим действием, сколько результатом мистического соглашения духов природы или реакцией первозданного мира на катаклизмы, вызванные активностью древних чудовищ.
Распространённость этой легенды не означает, что в неё верят все оборотни. Знатоки старинных преданий иногда объясняют происхождение оборотней проклятием ликантропии, неизлечимым заболеванием или вселением призраков мёртвых волков в человеческие тела.
Оборотни, превращающиеся в других зверей – также известные как фералы – приписывают своё происхождение совершенно другим событиям, редко связанным с мифами об Отце Волке.

### Первое превращение
Оборотнем может стать только человек, унаследовавший кровь первых Урата. Многие из таких людей с раннего детства чувствуют себя чужаками в толпе, отличаются импульсивным характером или отстаивают свои интересы с непоколебимой решительностью. Другие ведут себя так же, как и обычные представители их культуры, даже не подозревая о своём древнем наследии.
Эти смертные чрезвычайно редки, но даже среди них большинству суждено прожить нормальные человеческие жизни. Лишь единицы среди потомков Урата способны раскрыть заложенный в них потенциал, и никто – включая других Урата – не может наверняка предсказать, станет ли определённый человек оборотнем.
Несмотря на это, одно явление может свидетельствовать о близящемся превращении человека в волка. Примерно за один лунный месяц до наступления Первого превращения будущий оборотень начинает источать неуловимый запах, который способны почувствовать только чудовища. Любой Урата, учуявший этот запах, старается укусить новичка, чтобы поставить на нём свою метку. Когда новичок завершит своё Первое превращение, хозяин метки сможет найти его и объяснить, в каком мире он оказался. Если он попытается сделать это до Первого превращения, потенциальный оборотень может просто сойти с ума.
Само превращение может произойти в любых обстоятельствах, зачастую без видимых причин. В отдельных случаях оно становится реакцией на угрозу или тяжёлый стресс, хотя большинство Урата впервые меняют обличье, находясь в безопасности у себя дома или в знакомом месте. Проблема заключается в том, что Первое превращение заставляет оборотня принять каждое из своих обличий одно за другим, без возможности контролировать этот процесс. Поскольку в такие минуты человек начинает слышать, чуять и видеть то, что ранее оставалось за рамками его восприятия, зачастую он перестаёт следить за своими действиями. Когда трансформация наконец заставляет его перейти в боевую форму, оборотень уже не различает врагов, друзей, родственников и обычных прохожих. Почти в любом городе есть Урата, когда-то закончивший Первое превращение, стоя над трупами своих близких.
Особое место в мифологии оборотней занимают предания об Урхану – оборотнях, рождённых волками, а не людьми. Хотя многие сомневаются в достоверности этих легенд, по всей видимости, Урхану действительно существуют. Первые два или три года жизни Урхану проводят в телах гиперинтеллектуальных волков, способных видеть мир духов и понимать чувства людей. Хотя по окончании Первого превращения они обучаются речи и аналитическому мышлению, многие из них остаются зверьми по своей природе и образуют стаи, целиком состоящие из других Урхану. Самые редкие из них могут жить и среди обычных Урата, однако никто из оборотней не готов с уверенностью подтвердить эти слухи.
Фералы проходят более специфические варианты Первого превращения, целиком зависящие от их вида. Кроме того, в отличие от Урата, они могут становиться оборотнями и не по праву рождения. Самыми распространёнными вариантами можно назвать заражение, ритуальную инициацию и проклятие со стороны другого ферала.

### Потребности и инстинкты
Всех оборотней отличает потребность в охоте. Многие из них следуют первобытным инстинктам, выслеживая добычу в лесу или на окраинах городов. Другие охотятся на чудовищ, духов или враждебных оборотней. Есть и те, кто становится хищником в социальном смысле этого слова, пробивая себе дорогу к власти, славе или богатству.
Кроме того, любой оборотень испытывает врождённую тягу к защите своей территории. Традиционно под территорией понимается географическое пространство, будь это городской квартал, заповедник или автотрасса. Однако некоторые оборотни считают своей «территорией» определённую группу людей или сферу деятельности: например, политическое движение, секту или наркокартель.
Хотя сущность этих потребностей может разниться от одного оборотня к другому, полный отказ от их удовлетворения ослабляет Урата. Не имея возможности защитить свою территорию, оборотень рискует сорваться и перейти в состояние неудержимой ярости. Часто это приводит к массовой гибели посторонних и привлекает к Урата внимание смертных властей. Оборотень, окончательно потерявший контроль над собой, нередко становится жертвой других Урата.

### Древний зов
Любой оборотень слышит зов дикой природы, подталкивающий его драться, охотиться и защищать свою стаю. Этот врождённый инстинкт известен как Древний зов. Чем охотнее оборотень потакает своим звериным желаниям, тем сильнее становится его тело и тем быстрее оно заживляет раны. С другой стороны, откликаясь на Древний зов, оборотень начинает приобретать черты настоящего хищника. Он отдаляется от людей и чаще проводит время среди волков, постепенно забывая всё, что некогда связывало его с человеческим коллективом.
Кроме того, чем больше персонаж следует Древнему зову, тем больше живой энергии ему требуется для поддержания своих сил. Последнее означает, что только самые молодые Урата способны питаться человеческой пищей. Более взрослые особи начинают чувствовать тягу к сырому мясу, а затем – к мясу крупных животных. В конечном счёте оборотень обнаруживает, что насытить его может только энергия, содержащаяся в человеческой плоти, мясе волков и мистической силе духов, прорвавшихся в земной мир.
Поскольку многие оборотни проживают вдали от дикой природы и не имеют возможности регулярно питаться волками и духами во плоти, часто выбор добычи сводится к поиску человеческих жертв. Нередки даже случаи нападения оборотней на других Урата, однако в подобных случаях местные стаи объединяются и выслеживают каннибала, не позволяя ему нанести следующий удар.

### Обличья
В дополнение к человеческому и звериному облику оборотни принимают несколько промежуточных форм, предназначенных для решения специальных задач. У оборотней, ещё не отвыкших от человеческого образа жизни, изменение формы часто сопровождается болью или психическим стрессом. С другой стороны, Урата, целиком разорвавшие связь с человеческим обществом, сталкиваются с противоположной проблемой: им трудно заставить себя не изменять свою форму хотя бы раз в несколько часов.
Всего существует пять ключевых обличий:
- Хишу – человеческий облик, который многие оборотни считают родным. Помимо работы с другими людьми Хишу помогает Урата сливаться с толпой, изменяя черты лица так, чтобы казаться естественной частью своего окружения.
- Далу – тело крупного человека с вытянутыми когтями и удлинёнными челюстями. Хотя в такой форме оборотень ещё кажется человеком, Далу наделяет его агрессивным взглядом и быстротой движений, которых чаще всего достаточно, чтобы отпугнуть большинство противников. Кроме того, Далу обостряет все чувства оборотня, позволяя ему выслеживать жертв на большом расстоянии, не утрачивая при этом возможности взаимодействовать с окружающими.
- Гауру – боевое обличье оборотня, представляющее собой трёхметровый гибрид человека и волка. Приняв эту форму, оборотень развивает поистине колоссальную силу и молниеносную скорость, а причинить ему настоящий вред может лишь серебро. Вместе с тем, он буквально обязан нападать на ближайших противников или выплёскивать свою ярость, ломая окружающие предметы. Даже самые волевые оборотни не способны контролировать свои действия в этой форме дольше минуты. Неопытные Урата рискуют потерять самообладание уже через несколько секунд после превращения.

Когда оборотень чувствует, что готов сорваться, у него остаётся последняя возможность принять другое обличье. Если он отказывается это сделать, его охватывает Смертельная ярость, или Курут. В таком состоянии оборотень нападает буквально на всё живое и может без колебаний растерзать даже близких друзей и родственников. В зависимости от силы Древнего зова, Курут может длиться как десять минут, так и двенадцать часов.
- Уршул – обличье гигантского волка, размером сопоставимого с лошадью. В этой форме оборотень догоняет и обездвиживает свою жертву или сражается, когда чувствует, что не может позволить себе принять облик Гауру из-за высокого риска Смертельной ярости.
- Урхан – форма обычного волка, свойственного ареалу, в котором родился оборотень. Например, азиатские оборотни могут напоминать буанзу, австралийские – динго, а африканские – гиеновидных собак. Урхан позволяет двигаться с большой скоростью и выслеживать жертву по запаху, не говоря о возможности затеряться в стае других волков.

Урата могут осваивать дополнительные варианты промежуточных форм, включая способность изменять лишь определённые части тела.
Фералы владеют собственными обличьями, предназначение и характер которых зависит от их разновидности.

### Культура оборотней
Большинство оборотней причисляют себя к одной из двух древних культур: Отверженным или Чистым.
Отверженные считают своей задачей охоту на духов, проникших в земную реальность, а также борьбу с физическими угрозами, негативно влияющими на мир духов. Кроме того, Отверженные признают в равной мере своё человеческое происхождение и звериную сущность, поддерживая равновесие между инстинктами и рассудком.
Чистые грезят о возрождении легендарной Пангеи, в которой Урата вновь смогут стать первозданными хищниками, не скованными человеческой этикой. Хотя Чистые не превозносят жестокое или аморальное поведение, в большинстве своём они делают то, к чему их подталкивают желания. Среди них хватает достойных личностей, обучающихся дисциплине и самоконтролю, однако типичные представители этой культуры привыкли порабощать, убивать и даже поедать смертных или других Урата, не придавая этому большого значения.
Чистые и Отверженные ведут затяжную войну, обусловленную как практическими, так и идеологическими причинами. Те представители Чистых племён, которые верят в легенду об Отце Волке, считают, что дух Луны специально подговорил Урата убить своего вожака, чтобы затем заставить их служить своим корыстным целям. В глазах таких оборотней, Отверженные – не только единственные виновники увядания прежнего мира, но и служители вероломного духа Луны, управляющего их действиями по сей день. Эти оборотни считают, что если они истребят всех Отверженных, мир сможет затянуть нанесённую ему рану, ознаменовав рождение новой Пангеи.
С практической точки зрения Чистые выступают против Отверженных из-за агрессивных духов, которым служат их стаи. Не связанные человеческими представлениями о морали, Чистые куда лучше сходятся с миром духов, которые, в свою очередь, видят в поведении Чистых возможность избавиться от Отверженных. Дружественные отношения Чистых с духами означают, что иногда на Отверженных начинают охотиться даже те стаи Чистых, которые не имеют с ними идеологических разногласий.
Благодаря агрессивной политике и союзам с духами Чистые обладают численным превосходством перед Отверженными, хотя в некоторых регионах это соотношение может меняться. Время от времени эти стороны заключают союзы для устранения общих противников или договариваются о политике невмешательства на отдельной территории. Тем не менее, даже в этих случаях отношения между двумя группами остаются изменчивыми и накалёнными.

#### Стаи
Везде, где это возможно, оборотни собираются в стаи, сплочённые общими интересами. Большинство стай охраняют свою территорию от посягательств других Урата, оберегают цветущие уголки природы от человеческой цивилизации или сражаются с идеологическими противниками. Некоторые из них считают себя потомками Отца Волка и стерегут границы между мирами, не позволяя чудовищам нанести планете непоправимый урон. Другие преследуют личные цели вроде обогащения или устранения конкурентов.
Большинству оборотней стая заменяет семью. Урата интуитивно чувствуют необходимость держаться вместе и следовать приказам лидера. Если вожак не справляется со своими обязанностями, члены стаи имеют право оспорить его положение и решить вопрос лидерства любым удобным способом. Но даже в случае разногласий оборотни избегают открытой вражды с представителями своей стаи. В самых тяжёлых случаях они покидают стаю в надежде найти другую группу Урата, более подходящую их интересам и принципам. Настоящие распри между соратниками чрезвычайно редки и считаются признаком недопустимой слабости.
Несмотря на это, отношения между самими стаями складываются противоположным образом. Даже преследуя одну цель, стаи оборотней постоянно сражаются за территорию или пытаются превзойти друг друга в силе и мастерстве. Хотя в исключительных обстоятельствах они заключают временные союзы, сплочённость и взаимовыручка, существующие внутри стаи, мало распространяются за её пределы.
Всё это осложняется тем, что практически каждая стая владеет своим тотемом – духом, покровительствующим Урата. Поскольку многие духи не ладят между собой, стаи оборотней часто сталкиваются друг с другом не из-за личных противоречий, а из-за желания их покровителей захватить чужие владения или избавиться от «недостойных» соперников.
Тем не менее, мало какие стаи обходятся без тотема. Он наделяет оборотней мистическими способностями и предупреждает их об опасностях, исходящих из нематериального мира. Иногда дух-покровитель даже вторгается в земной мир, чтобы поддержать стаю в критической ситуации.
Несмотря на это, в целом мир духов враждебен Урата, поскольку оборотни мешают им беспрепятственно проходить в мир смертных. Большинство духов приходится склонять к сотрудничеству жестокими методами, хотя старые оборотни иногда добиваются взаимного уважения между тотемом и стаей благодаря своим личностным качествам. Некоторые оборотни покупают преданность духов согласием выполнять их требования в мире плоти, однако последнее часто приводит к их нравственному разложению, поскольку наряду с мирными сущностями вроде духов леса, ветра или луны Урата нередко служат и воплощениям чумы, обмана или серийных убийств.

### Хисил
Любой оборотень инстинктивно знает о существовании нематериального мира, принадлежащего духам. Этот загадочный мир известен им как Хисил, или Тень.
Хисил представляет собой эмоциональное отражение материального мира. Любые места и предметы, существующие на земле, находятся и в Хисиле – однако их внешность и свойства зависят от психической энергетики, связанной с ними в реальном мире. Так, криминальный район, расположенный в современном городе, в Хисиле будет наполнен хищными духами, пожирающими друг друга. И напротив, в доме счастливой семьи будут обитать духи-хранители, следящие за порядком и благополучием. В определённом смысле Тень представляет собой мир идей, символов и метафор, обретших форму.
Земля и Хисил неразрывно связаны. Если оборотень уничтожит в Тени дух леса, деревья начнут увядать и в физическом мире. Если талантливый архитектор создаст проект грандиозного сооружения, оно может возникнуть в Хисиле ещё до закладки фундамента.
По-настоящему сильные чувства вдыхают жизнь в новых духов, которые обладают собственной волей, однако вынуждены подпитываться создавшей их энергетикой. Хотя последнее означает, что в Тени хватает вполне добродетельных духов, рождённых силой любви или творческими порывами, беспрерывные войны, страсти и преступления наполняют Хисил жестокими и порочными сущностями, которые делают всё, чтобы подтолкнуть смертных и дальше совершать действия, некогда породившие их самих. Наконец, существуют духи, возникшие ещё до начала вселенной. Такие создания обладают сильнейшим влиянием на Хисил, неизбежно меняя и облик реального мира.

#### Вуаль
Граница между Землёй и Хисилом, известная как Вуаль, во многом носит психологический характер. Для того чтобы пересечь Вуаль, духам и оборотням достаточно приложить к этому большое усилие воли. Тем не менее, от неподготовленных оборотней эта задача требует колоссального сосредоточения.
Большинство молодых Урата способны перейти в другой мир, только находясь на территории локуса – места, в котором Вуаль утратила свою силу. Примерами локусов могут служить нетронутые участки леса, древние горы или пещеры. С другой стороны, локус может возникнуть и посреди современного города, если с ним будут связаны сильные переживания. Например, клиника для душевнобольных или дом людоеда могут ослаблять Вуаль за счёт человеческих страхов, со временем превращаясь в ценные локусы.

#### Идигам
Самыми редкими и опасными из врагов Урата считаются идигам – духи образов и концепций, существовавших в предвечной тьме ещё до создания мира. В отличие от обычных духов, которые воплощают определённые идеалы, эмоции или даже физические явления, идигам не имеют своей основы в материальном мире. В каком-то смысле они являются призраками тех понятий, которые прекратили существовать ещё до начала времён. Когда они всё же просачиваются в мир людей, под ударом оказывается сама реальность. Редкие оборотни, сумевшие выжить после столкновения с идигам, описывают их лишь как то, чего попросту не должно существовать.
В последнее время возникли апокрифические теории, предполагающие, что идигам могут быть духами инопланетных явлений или реалий ещё не наступившего будущего. Другие считают, что это чудовища, изгнанные на Луну Отцом Волком и теперь возвращающиеся отомстить его отпрыскам. Кем бы ни были идигам, появление этих созданий в материальном мире обычно становится одним из немногих событий, временно объединяющих племена Чистых с Отверженными.

### Лунатизм
Когда человек видит оборотня в промежуточной форме, его охватывает первобытный ужас. В такие минуты он прекращает мыслить, делая то, что подсказывает ему генетическая память: застывает на месте, прячется или убегает. Когда опасность уходит, он загоняет воспоминания о произошедшем в глубины сознания. Хотя на каком-то уровне человек понимает, что именно с ним произошло, он предпочитает не вспоминать об этом, чтобы спасти рассудок. Во многом эта реакция вызвана страхом, что окружающие сочтут его сумасшедшим, а также боязнью, что монстр придёт за ним, если он откроет другим его тайну.
Оборотни называют такой эффект Лунатизмом. Лишь самые волевые смертные могут сдержать волну подобного страха, и в большинстве ситуаций оборотням не приходится заметать следы даже при изменении облика на глазах у толпы. Но эта защита не безупречна. Оборотней, не приученных прятать от смертных свою природу, нередко выслеживают и уничтожают те самые люди, которых они привыкли считать бессильными и слепыми.

### Гармония
Каждый оборотень разрывается между своей звериной природой и человеческими представлениями о морали. Также он обитает в физическом мире, но постоянно сталкивается с нематериальными сущностями. Наконец, даже в теле животного он продолжает мыслить, а в облике человека – слышать зов дикой природы. Всё это заставляет его балансировать между звериными побуждениями и человеческой личностью, логикой и инстинктами, телом и волей.
В игре психическое состояние персонажа определяет шкала Гармонии. Крайние точки этой шкалы называются Плотью и Духом. Плоть отражает земную природу оборотня: его человечность, рассудочность, дисциплину. Дух воплощает его интуитивную сторону: доверие своим инстинктам, животные побуждения, отвращение к цивилизации. Если оборотень соблюдает баланс между этими крайностями, у него не возникает проблем с применением своих мистических сил, изменением облика и пересечением границы между мирами. Если поведение оборотня отклоняется от идеального равновесия, его ожидают трудности.
Слишком большое сближение с миром Плоти делает смену облика чрезвычайно болезненной, ослабляет мистические способности и притупляет восприятие нематериальных явлений. Слишком большая приверженность Духу мешает удерживаться от непроизвольного изменения формы, затягивает в глубины Хисила и побуждает к совершению иррациональных поступков, нередко противоречащих человеческой нравственности. Смещение равновесия в любую сторону заставляет оборотня регулярно бороться с приступами Смертельной ярости даже в мирных условиях (вроде восхода полной луны или встречи с незнакомыми оборотнями).
Тесная связь с миром Плоти мешает оборотню трансформировать что-либо, кроме своего тела. Оборотни, соблюдающие баланс или тяготеющие к Духу, способны превращать часть своего имущества – наподобие денег, оружия и одежды – в нематериальное вещество, которое принимает обычную форму, как только хозяин возвращает себе человеческий облик.
В целом человеческое поведение ведёт к Плоти, а интуитивное – к Духу. Тем не менее, существуют и более специфические предпосылки к изменению Гармонии. Так, персонаж сближается с Плотью, когда использует серебро для причинения вреда другим оборотням, позволяет духам беспрепятственно войти в мир людей или избегает хотя бы время от времени посещать Хисил. К укреплению Духа оборотня подталкивают убийства людей и волков, продолжительные путешествия по Хисилу и поедание человеческой плоти.
Всё это означает, что персонаж, утративший равновесие, иногда вынужден сознательно идти на преступления. Только так оборотень способен достичь Гармонии и предотвратить действия, которые он рискует совершить, сорвавшись в Курут.

## Знаки
Каждый оборотень обладает знаком – врождённым качеством, определяющим его роль в культуре Урата. Знак персонажа зависит от фазы Луны, светившей на небе в момент его Первого превращения. Оборотни, отмеченные одним знаком, наделены похожим мировоззрением, силами и чертами характера. Хотя традиционно считается, что именно знак диктует Урата особенности поведения, некоторые полагают, что оборотень интуитивно проходит Первое превращение тогда, когда на небе светит луна подходящего ему знака.

### Раху
- Раху – неистовые бойцы, родившиеся в Полнолуние. Раху ведут подвижный, воинственный образ жизни, сражаясь за территории и защищая друзей от опасностей. Некоторые проникают в чужие владения, расправляясь с врагами прежде, чем те получат шанс нанести удар. Другие ждут до последнего, полагаясь на своеобразные кодексы чести и иногда даже предупреждая противников о своём наступлении. Среди них есть как проницательные стратеги, приученные использовать для победы свой интеллект, так и бесчеловечные варвары, одержимые слепой яростью. В их коллективе встречаются и беспринципные убийцы, и мастера дисциплины, и даже особы благородных кровей, использующие своё положение для решения политических или социальных конфликтов.

### Кахалит
- Кахалиты – ораторы и провидцы, родившиеся под светом Горбатой луны. Большинство Кахалитов стараются мотивировать окружающих на совершение подвигов и преодоление трудностей. Некоторые из них обладают пророческим даром и интуитивно чувствуют будущее. Другие придумывают легенды и слухи, манипулируя действиями соратников. Так или иначе, любой Кахалит жаждет славы и видит себя героем истории, финал которой зависит лишь от его собственных действий. Последнее означает, что Кахалит редко колеблется перед совершением действий, способных увековечить его имя, даже если для этого ему нужно подвергнуть стаю серьёзной опасности.

### Элодот
- Элодоты – честные, сдержанные и справедливые оборотни, родившиеся в Полулуние. Элодоты во всём ищут несколько точек зрения и избегают простых ответов. Умение выслушать обе стороны любого конфликта и предложить грамотный компромисс закрепило за ними репутацию образцовых судей, переговорщиков и миротворцев. Некоторые Элодоты пользуются своим статусом в корыстных целях, однако во многих стаях это считается знаком позора. В целом каждый из них старается совмещать в себе разные стороны одной и той же черты. Одни придерживаются полумер, соблюдая баланс в поведении, отношениях или даже еде. Другие бросаются в крайности, чередуя жестокость и сострадание, сдержанность и агрессию, страсть и рассудочность.

### Итеур
- Итеуры – задумчивые и внимательные исследователи, рождённые под Серповидной луной. В дополнение к развитым интеллектуальным способностям, Итеурам присуще врождённое понимание мира духов. Многие из них становятся мистиками, шаманами и хранителями сверхъестественных знаний, но только от самого Итеура зависит, как он будет относиться к Хисилу. Одни видят в духах союзников и покровителей, обучаясь вести с ними переговоры. Другие охотятся на обитателей Тени лишь для того, чтобы поработить или истребить их всех до единого. Некоторые избегают открытой связи с Хисилом, накапливая знания об этом призрачном мире в целях самозащиты. Другие настолько сживаются со своей ролью посланников в царстве теней, что начинают утрачивать связь с другими Урата или проводить в Хисиле не меньше времени, чем на земле.

### Иррака
- Иррака – скрытные и нелюдимые хищники, столь же неуловимые, что и облик их Матери в период Новолуния. Каждый Иррака играет в стае роль наблюдателя и убийцы. Благодаря своей неприметности многие из них также шпионят за окружающими, собирая тайны, которые могут пригодиться для устранения конкурентов. Иррака печально известны избыточной тягой к предосторожностям, часто граничащей с паранойей. Типичный Иррака заранее определяет, как он расправится с окружающими, если вспыхнет конфликт. Иногда это даже подталкивает его к изучению уязвимых точек собственной стаи. Последнее не означает, что каждый Иррака готов напасть на своих друзей ради самозащиты. Однако ему действительно трудно почувствовать себя в безопасности, пока он не составит план действий на случай внезапного нападения или раздора.

Лунными знаками обладают только Отверженные. Что касается Чистых оборотней, то они считают подобные знаки проклятиями. Чистые выжигают из себя эту «лунную скверну» в ходе чудовищного обряда, известного как Ритуал отречения. Этот процесс носит необратимый характер: однажды отрёкшись от лунного знака, оборотень навсегда теряет его дары.
Фералы наделены другими аспектами, отражающими их внутреннюю природу и чаще всего не связанными с Луной.

## Племена
Если знак характеризует врождённые качества оборотня, то племя определяет его философию, интересы и цели. В отличие от знака, каждый Урата самостоятельно выбирает племя.
Вступление в племя сопровождается ритуалом инициации и занимает определённое время, а потому оборотни редко присоединяются к племени по ошибке. Тем не менее, оборотень, не согласный с политикой своего племени (или изгнанный из него), может попробовать присоединиться к другому коллективу Урата – само собой, если там его примут.
Многие стаи оборотней принадлежат к одному племени, хотя это не обязательно. Племена Урата находятся в дружественных отношениях, и единственная проблема, с которой сталкиваются представители многоплемённых стай, заключается в том, что время от времени они будут участвовать в мероприятиях и конфликтах, имеющих отношение к одной части их группы и не представляющих большой важности для другой.

### Племена Отверженных
Отверженные охотятся на чудовищ, проникших в мир плоти через Вуаль. С психологической точки зрения они поддерживают баланс между человеческой нравственностью и звериными побуждениями. Мифологическая традиция изображает их как потомков первых Урата, нанёсших смертельный удар Отцу Волку, чтобы занять его место.

#### Кровавые когти
- Кровавые когти (Шутар Анзул) – племя воинов и стратегов, идущих по пути вечного саморазвития. Хотя эти оборотни регулярно участвуют в кровопролитных схватках и даже локальных войнах, они хорошо понимают, что некоторые проблемы решаются не на поле брани. Поэтому они следуют философии внутреннего очищения, состоящего в избавлении от телесных, умственных и психических недостатков. Племя известно тем, что оно отсеивает из своих рядов кровожадных берсерков, преступников и садистов. Кровавые когти часто охотятся на других оборотней, отклонившихся от своего древнего предназначения, полагая, что более слабые жертвы попросту не заслуживают их внимания.

#### Костяные тени
- Костяные тени (Хирфатра Хишу) – племя шаманов и оккультистов, исследующих сверхъестественные аномалии. Костяные тени считают, что оборотням до сих пор слишком мало известно о мире, в котором они живут. Только изучая мистические феномены и таинственные места, они могут приобрести влияние на Хисил и остановить нашествия духов. Хотя большей частью они охотятся на обитателей Тени и собирают древние знания, многие из них используют свои умственные способности и для решения более приземлённых задач: обучения молодых Урата, анализа сведений о противнике и расследования загадочных преступлений.

#### Охотники во тьме
- Охотники во тьме (Менинна) – племя дозорных и следопытов, охраняющих земли Отверженных. Охотники во тьме – самые территориальные, а зачастую и звероподобные оборотни. Свою задачу они видят в преследовании любых злоумышленников, угрожающих интересам Отверженных в определённой области. Поиск новой добычи играет столь важную роль в их обществе, что вопрос «На кого охотишься?» стал для них чем-то вроде формального приветствия. Охотники во тьме признают вожаками лишь самых сильных и опытных членов своего коллектива, взамен предлагая им абсолютную преданность. Именно вожак стаи определяет границы её владений. Некоторые стаи считают своей территорией целые города, защищая их от чудовищ, проникших в мир плоти. Другие стерегут ограниченные участки земли от самих Урата, включая даже соседние группы Охотников во тьме. Некоторые охраняют уголки дикой природы, выслеживая и убивая буквально всех, кто может нанести ей какой-то вред.

#### Железные ваятели
- Железные ваятели (Фарсил Лухаль) – племя изобретателей и новаторов, предпочитающих жить в человеческом коллективе. Эти Урата считают, что если оборотни отстанут от людей в технологическом или социальном плане, они обрекут себя на поражение. Даже врождённые силы оборотней, включая их колоссальную мощь и способность менять обличья, теряют своё значение в мире современной науки. Чаще всего в это племя вступают те, кто испытывает интерес к технологическим новшествам или не хочет утратить контакт с родными и близкими. Хотя это предоставляет им больше союзников и ресурсов, чем другим оборотням, последнее также означает, что они просто физически не в состоянии защитить каждого из дорогих им людей.

#### Грозовые владыки
- Грозовые владыки (Иминир) – племя аристократов и предводителей, занимающихся делами самих Отверженных. Грозовые владыки часто поддерживают широкие политические контакты и строят глобальные планы с лидерами других стай. Даже в дикой природе, к которой другие оборотни относятся со священным трепетом, они видят всего лишь стихию, которую следует покорить и использовать в своих целях. Некоторые из них сосредоточены только на управлении своей стаей. Другие не готовы довольствоваться ничем, кроме беспрекословного подчинения окружающих. Третьи вообще не связывают себя с командованием и занимаются стратегическими вопросами вроде планирования борьбы с Чистыми, облагораживания территории и взаимодействия с человеческими массами. Представители этого племени беспощадны к себе и во всём стараются достичь мастерства. Они проверяют себя на прочность, считая любую слабость знаком позора. Даже моральные колебания часто считаются в их коллективе непозволительной роскошью, что нередко приводит к непониманию между ними и их подопечными.

### Чистые племена
Чистые занимаются тем, к чему их подталкивают инстинкты. В определённом смысле они воплощают мифологический образ оборотней как волков в человеческой шкуре, хотя среди них встречаются и талантливые художники, интеллектуалы и мудрецы.
Племена Чистых не ставят перед собой задачи по сохранению мира плоти от увядания, которым грозит вторжение духов. Они охотятся только на тех созданий, которые перешли дорогу их собственным стаям, и нередко даже вступают в союзные отношения с обитателями Хисила.
Большинство из них ненавидит Отверженных за раскол Пангеи и жаждет возродить этот совершенный мир хищников. Общая философия и готовность идти на бесчеловечные преступления ради победы помогли им достичь численного преимущества перед Отверженными. Кроме того, идеологическое единство позволило им ограничиться всего тремя племенами, что делает их сплочённее конкурентов.

#### Огнерождённые
- Огнерождённые (Изидах) – племя ораторов и идеологов, мотивирующих свои стаи на достижение новых целей. Огнерождённые отличаются фанатичным характером в выполнении любой деятельности, за которую они берутся. Многие из них используют свои навыки для того, чтобы убеждать противников – будь это смертные, духи или другие оборотни – уйти с дороги их стаи. Если для этого им приходится пообещать что-то взамен, они сдерживают своё слово с безоговорочной честностью. Если убедить соперников не удаётся, Огнерождённые призывают своих друзей и союзников истребить их всех до единого в качестве показательной кары. Кроме того, они верят в загробную жизнь, в которой каждый Огнерождённый становится великим духом-охотником, уподобляясь Отцу Волку. Некоторые обитатели Тени даже называют себя возрождёнными членами их племени, а потому у многих Огнерождённых есть личные счёты с Отверженными, охотящимися на подобных духов.

#### Белоснежные лапы
- Белоснежные лапы (Тзуумфин) – племя законодателей и правителей, соблюдающих чистоту своей крови. Белоснежные лапы руководят долгосрочными операциями и объединяют племена Чистых в трудные времена. Многие из них жаждут славы или влияния, зачастую считая лидерские позиции меньшим, к чему могут стремиться наследники Отца Волка. Другие принимают бразды правления не столько из-за идеологии, сколько по привычке, поскольку они вращались в высших кругах или управляли крупными организациями ещё до Первого превращения. Белоснежные лапы считают себя настоящей знатью и даже приписывают себе формальные титулы, наделяющие их различными полномочиями. Они поддерживают беспрерывный контакт с людьми, понимая ценность подобных связей, хотя обычно они относятся к человечеству как расе вечных рабов. В городах, обладающих большой численностью этих оборотней, Белоснежные лапы могут определять моральные принципы и особенности поведения всех Чистых, фактически создавая тайные княжества со своими законами и традициями.

#### Короли хищников
- Короли хищников (Нинна Фарах) – племя завоевателей и охотников, наслаждающихся первобытной жизнью на лоне природы. Большинство из них полностью разрывают контакты с людьми, а многие даже не отождествляют себя с человеческой расой. Нередко они охотятся на людей ради еды, не видя существенной разницы между убийством животных в лесу и преследованием двуногой добычи на городских окраинах. Короли хищников презирают технические новинки и рукотворные предметы, стараясь жить по законам древнего мира. Рассказывают, что к их племени часто присоединяются оборотни, родившиеся волками, а не людьми.

### Внеплеменные структуры
Некоторые оборотни отказываются причислять себя к Чистым или Отверженным, посвящая свою жизнь личным целям. Другие, наоборот, притворяются частью коллектива Урата, но лишь для того, чтобы помешать им выполнять своё древнее предназначение.

#### Призрачные волки
- Призрачные волки (Цихитра Нумеа) – мятежники и изгои, не пожелавшие связывать себя с иерархиями других оборотней. Некоторые из них пытались вступить в одно из традиционных племён, но не выдержали обряд посвящения. Другие вступили в племя, однако покинули его из-за внутренних разногласий. Третьи столь фанатично следовали идеалам племени, что были изгнаны за преступления, совершённые ради общего блага. Наконец, есть и те, кто родился вдали от других Урата и не имел возможности выбрать племя. Большинство таких оборотней стерегут владения в одиночку или ведут кочевой образ жизни. Однако в некоторых городах они собираются в целые коллективы с формальной структурой и жёсткими кодексами поведения. Самые крупные из таких фракций способны набрать достаточный политический вес, чтобы с ними считались даже Отверженные и Чистые.

#### Адские гончие
- Адские гончие (Эсах Гадар) – еретики и отступники, убеждённые в том, что мир обречён на гибель. Вместо того чтобы сопротивляться нашествию духов, они выполняют их поручения в мире плоти. Взамен они получают тёмные силы и покровительство самых жестоких сущностей из глубин Хисила. Влияние Адских гончих столь велико, что Отверженные не раз заключали союзы с Чистыми, чтобы совместно бороться с последствиями их деятельности. Ситуация осложняется тем, что Адские гончие пробираются в стаи других Урата, действуя в качестве манипуляторов и шпионов. Неординарные силы и помощь со стороны духов помогают им избегать даже мистических способов разоблачения. Адская гончая может долгие годы подталкивать свою стаю к моральному разложению или мешать ей охотиться на других Адских гончих, прежде чем у окружающих появятся хоть какие-то подозрения.

### Ложи
Большинство оборотней характеризуются только знаком и племенем. Тем не менее, некоторые из них отступают от стереотипов своей культуры настолько, что приобретают качества, мало связанные с их родным племенем или знаком. Часто они остаются непонятыми одиночками, хотя некоторых считают героями. Но порой они образуют целые группы, объединяясь с другими новаторами, пытающимися по-другому взглянуть на свою роль в коллективе Урата.
Такие объединения называются ложами. Каждая ложа некогда откололась от традиционного племени или знака, однако со временем превратилась в самостоятельный коллектив, который может быть даже враждебен создавшей его культуре.
Оборотням известно более сотни лож, обладающих стаями и ячейками по всему миру. Многие ложи сосредоточены на решении определённых задач: например, спасении водных бассейнов, защите детей, борьбе с эпидемиями или изучении призраков. Некоторые из них строго привязаны к определённому географическому объекту (священной горе, автотрассе, пустыне), другие – к моральным принципам и религии. Самые редкие ложи объединяют участников с психологическими аномалиями: потребностью обитать под землёй, тягой к человеческой плоти и даже безумием. Наконец, существует несколько еретических лож, призывающих оборотней служить духам, приносить людей в жертву богам или истреблять членов определённого племени.

## Редкие знаки
Если Первое превращение застаёт оборотня в период необычного астрономического явления, он может получить и один из более редких знаков, не связанных напрямую с луной. Поскольку такие явления формируются лишь на короткие промежутки времени, многие оборотни считают истории об этих знаках выдумками. Даже сам обладатель подобного знака первое время может причислять себя к более традиционной группе Урата.
С сеттинговой точки зрения эти знаки носят опциональный характер и могут быть как легендами, так и полноценными игровыми фракциями. Тем не менее, их культура и образы не получили раскрытия в основных книгах сеттинга.
- Гиштаху – чудовищные каннибалы, рождённые под Кровавой луной. Хотя эти оборотни и способны питаться обычной едой, подлинное насыщение они чувствуют только при пожирании мяса разумных существ. Некоторым из них удаётся сдерживать свои потребности или даже сливаться со стаями других оборотней. Другие пытаются сохранить остатки своей человечности, выбирая в качестве жертв преступников и чудовищ. Однако в целом Урата, столкнувшиеся с одним из Гиштаху, скорее убьют его из сострадания, чем позволят вступить в свою стаю. Урата, верящие в предание о Пангее, предполагают, что Мать Луна может создавать этих монстров в качестве назидания другим оборотням, показывая, кем не должны стать её дети.
- Намм-Дар – одухотворённые и изменчивые Урата, рождённые во время Звёздного затмения. Свою задачу они видят в том, чтобы адаптироваться к любой ситуации, вырабатывая эффективное решение вне зависимости от обстоятельств. В определённом смысле единственная неизменная черта этих оборотней – стремление к беспрерывному изменению. Если Намм-Дар присоединяется к стае Урата, он получает место, ещё не занятое кем-то другим. Если он действует в одиночку, врождённая приспосабливаемость обеспечивает его всем, что необходимо для выживания.
- Хирирака – непредсказуемые дети Солнечного затмения. Хирирака ведут охотничий образ жизни, специализируясь на коварных ловушках и смертельных засадах. Они используют хаотичные и жестокие тактики, часто стараясь предпринять именно то, что меньше всего можно ожидать в сложившихся обстоятельствах. Иногда они видят в подобных действиях тонкий расчёт, недоступный пониманию окружающих. В других случаях они просто делают то, к чему их подталкивают инстинкты. Хотя они не безумны в клиническом смысле этого слова, мышление Хирирака трудно понять даже членам их собственной стаи.
- Сухарраху – беспринципные обманщики и убийцы, рождённые Лунным затмением. Сухарраху ведут хищнический образ жизни, движимые сильнейшим инстинктом выживания. При встрече с другими разумными существами они вычисляют их уязвимые точки и делают всё, чтобы получить максимальную выгоду за чужой счёт. Какими методами это будет достигнуто, целиком зависит от ситуации.

## Фералы
Фералами называются оборотни, принимающие обличья других зверей. Они менее распространены, чем Урата, и зачастую даже не образуют крупных сообществ, однако известны целые племена фералов, способные диктовать Урата свои условия на отдельно взятой территории. Некоторые из них обитают только в отдельных местах: например, оборотни-акулы не могут надолго покидать море, а оборотни-крокодилы практически не встречаются в Северном полушарии.
Человек может стать фералом по разным причинам. Кто-то рождается в семье потомственных оборотней, подобно Урата. Других заражают укусом или проклятием. Третьи проходят загадочные ритуалы или становятся оборотнями после смерти.
Каждая разновидность фералов по-своему видит свои задачи. Одни защищают природу, другие охотятся на людей, чтобы предотвратить угрозу перенаселения, а третьи просто стараются выжить в мире, который пытается их уничтожить.
Многим фералам известны легенды, похожие на предания об Отце Волке. Некоторые из них даже верят, что помнят Пангею лучше, чем сами Урата. Иногда это означает, что они объединяются в стаи вместе с Отверженными, помогая им охранять земной мир от влияния Тени. В других случаях это выливается в полномасштабные войны с Урата, которых они считают предателями и убийцами. Однако чаще всего фералы живут вдали от Урата, иногда даже не зная о существовании других оборотней.

### Ключевые архетипы
Самые многочисленные коллективы фералов принадлежат к одной из следующих групп:
- Бастет – львы, ягуары, тигры и другие крупные кошки, охраняющие свои виды от вымирания и участвующие в социальных интригах. Бастет – вероятно, единственная разновидность оборотней, достигающая почти той же численности, что и Урата. Многие из них отличаются эгоистичным характером и относятся к людям с презрением, хотя среди них встречаются и заботливые друзья, благородные воины и хранители мудрости.
- Земные титаны – слоны, носороги и иногда другие исполинские звери, практически вымершие из-за пагубного влияния человеческой цивилизации. Эти оборотни известны редким великодушием в дружественных кругах и безудержной жестокостью при столкновении с браконьерами. Они редко стремятся к лидерству, полагая, что при такой физической мощи у них всегда есть возможность склонить окружающих к повиновению. В некоторых местах им даже поклоняются как богам во плоти. Тем не менее, малочисленность делает их уязвимой добычей для любой организованной группы врагов, мешая Земным титанам собрать единую стаю с другими представителями своего вида.
- Смеющиеся бродяги – лисы, койоты и крысы, считающие жизнь захватывающей историей, в которой в равных долях присутствуют и забавы, и поучительные уроки. Смеющиеся бродяги ведут жизнь трикстеров и сказителей, иногда даже режиссируя события так, чтобы о них было интересно вспомнить. Хотя они редко участвуют в схватках, стремление превратить свою жизнь в легенду порой заставляет их стравливать между собой других оборотней или совершать загадочные убийства в надежде, что их деяния увековечат в преданиях даже после их смерти.
- Стая – собаки, гиены и прочие социальные хищники, часто испытывающие привязанность к человеческой цивилизации. Самые многочисленные представители Стаи принимают обличья бродячих псов или даже наследников благородных пород, стараясь держаться поближе к людям – иногда только для того, чтобы охотиться на бездомных и слабых. Ещё одна крупная группа состоит из оборотней, именующих себя варграми и принимающих форму доисторических волков. Эти создания не имеют ничего общего с коллективом Урата и даже считают себя истинными вервольфами, в отличие от вырождающейся семьи Отца Волка.
- Царственные приматы – обезьяны всех видов, чаще всего живущие среди людей. Большинство из них придерживаются нравственных принципов и пользуются своей звериной натурой для того, чтобы улучшать, а не разрушать жизни людей. Некоторые даже считают себя людьми с первозданной душой, не запятнанной искушениями цивилизации. Однако некоторые отрицают родство с человеческой расой, сосредотачиваясь на жизни среди животных. Такие оборотни изучают звериную магию или создают культуры на стыке между человеческой и природной. Некоторые из них достигли в этом определённых успехов. Считается, что легенды о йети указывают на деятельность кого-то из этих фералов.
- Прядильщики – оборотни-пауки, от тропических голиафов и чёрных вдов до тарантулов и сенокосцев. Прядильщики отличаются чрезвычайно короткой продолжительностью жизни, иногда отпускающей им всего несколько лет после Первого превращения. Некоторые из них всеми силами избегают бездействия, проживая недолгие, но феноменально яркие жизни, полные впечатлений, свершений и чувств. Другие ведут неприметное существование одиноких охотников и убийц. Пауки редко вступают в близкие отношения с окружающими, но для тех немногих, кто заслужил их доверие, они могут стать надёжными спутниками, защитниками и друзьями.
- Урсара – медведи различных пород. Урсара необычайно умны и нередко хранят забытые тайны природы, целительства или даже магии. Они избегают шума больших городов и живут либо в удалённых местах наподобие гор и лесов, либо на окраинах человеческих поселений. Урсара следят за целостностью природы и чистотой экологии, защищая свои дома от пагубного воздействия цивилизации. Иногда они распространяют эту защиту на целые участки леса и горные районы, беря под своё покровительство проживающих рядом животных и даже людей. Урсара – одни из редких фералов, поддерживающих тёплые отношения с волками-оборотнями, даже несмотря на их внутреннее соперничество за добычу и территорию.
- Погонщики ветра – олени, лошади, лоси и некоторые другие животные, полагающиеся на скорость. Оборотни, принимающие их обличья, не обладают едиными целями и во многом характеризуются жаждой увидеть всё, что может им предложить этот мир. Они свободолюбивы, легки на подъём и наполнены верой в возможность преодолеть любые жизненные испытания. В силу своей природы Погонщики ветра никогда не охотятся в том смысле слова, которое применимо по отношению к другим оборотням. Обычно они наблюдают за миром, перемещаясь между городами или путешествуя по местам, не затронутым человеческой цивилизацией. Иногда травоядное происхождение делает их добычей других фералов, однако врождённая скорость чаще всего помогает им избежать этой участи или отбежать на достаточное расстояние, чтобы принять человеческое обличье и предотвратить нападение оборотней, по ошибке принявших их за обычных животных.
- Крылатое племя – вороны, совы, орлы и даже летучие мыши, считающие небеса своей вотчиной. Многие представители этой расы убеждены, что в целом их даже больше, чем земных оборотней, но раздоры и войны между отдельными видами заставляют их вести неприметный образ жизни, мешая им объединиться в непобедимую воздушную цивилизацию. Крылатые оборотни отличаются мстительным и беспощадным характером, а зачастую даже считают себя достойнее и ценнее других разумных существ. Некоторые из них изучают мир и живут в постоянном движении. Другие исследуют тайны небесной магии, недоступной земным колдунам. Некоторые, особенно из числа хищных птиц, охотятся на людей, не заслуживающих жизни или нарушающих законы своей культуры. Наконец, есть и те, кто шпионит за жителями определённой области, продавая накопленную информацию всем, кто готов за неё платить.

### Редкие архетипы
Некоторые виды фералов считаются слишком редкими, чтобы образовать полноценные племена. Тем не менее, они описаны в разных книгах Werewolf: The Forsaken и обладают собственными задачами, ценностями и культурой.
- Глубоководные – оборотни-акулы, дельфины и некоторые другие крупные рыбы, отверженные одновременно миром людей и могущественным духом Моря. В то время как человечество просто боится их, Море требует выполнения невозможной задачи: полного подчинения человечества воле предвечных сущностей, некогда породивших мир и обитающих в океане. Некоторые из Глубоководных не знают об этом требовании или считают его легендой. Другие отчаянно пытаются выполнить его и гибнут от рук напуганных смертных. Тем не менее, некоторые из них разрывают связь со своей культурой и покидают берега крупных водоёмов, перемещаясь вглубь суши и даже вступая в контакт с другими фералами.
- Недосягаемые – разрозненное сообщество оборотней-соколов, защищающих свои высотные гнёзда от смертных. В отличие от Крылатого племени, члены которого становятся оборотнями по праву рождения, Недосягаемые сами ищут преемников среди людей. Когда наступает подходящий момент, они хватают своих избранников, поднимают их на огромную высоту и сбрасывают вниз, сопровождая их падение ритуальными песнопениями. До тех пор, пока смертный не коснулся земли и пока звучат слова заклинания, у него остаётся возможность приложить колоссальное усилие воли и вырастить крылья. В этом случае он становится одним из Недосягаемых и со временем начинает искать уже собственного преемника. Тех, у кого не хватило воли или желания для подобного превращения, ждёт неизбежная гибель.
- Нечистые – уникальная разновидность оборотней, распадающихся на целые полчища тараканов. Несмотря на жуткую внешность, они отличаются миролюбивым характером и стараются сделать всё, чтобы сохранить свою человеческую личность. Любой человек может стать одним из Нечистых, просто съев пищу, случайно отравленную прикосновением (или даже присутствием) другого Нечистого. Хотя крупные стаи этих существ увеличивают шансы появления новых Нечистых, многим из этих оборотней приходится жить большими сообществами, поскольку на них охотятся духи, фералы, Урата и даже люди, знающие об их существовании. Жуткий характер Первого превращения и обилие общих противников заставляют их относиться друг к другу с сочувствием, пониманием и доверием.
- Балам-Колоп – ягуары, испытывающие сильнейшую тягу к человеческой плоти. Каждый из них родился в зверином обличье и получил разум лишь после того, как съел человеческое сердце. Балам-Колоп считаются одними из самых жестоких оборотней, и многие из них принимают человеческий облик только для поисков новой жертвы на улицах современных городов.
- Колония – альтернативная разновидность оборотней-кошек. Члены Колонии отличаются мстительным темпераментом и считают своей задачей охоту на преступников, приносящих страдания людям. Невзирая на благородные цели, эти фералы движимы только безудержной яростью и нередко сходят с ума от необходимости постоянно устраивать суд над другими разумными существами. В отличие от Бастет, эти фералы никогда не рождаются оборотнями. Вместо этого раз в десять лет когти этих существ покрываются ядом, который заражает людей неизвестным вирусом и превращает их самих в членов Колонии.
- Баал-Хадад – оборотни-быки, считающие себя воплощениями богов. Баал-Хадад управляют культами или общинами смертных, нередко требуя от них абсолютного повиновения или даже принесения жертв. Несмотря на божественный статус, который они привыкли себе приписывать, способ размножения этих оборотней указывает на их искусственную природу. Для создания нового представителя своего вида Баал-Хадад должны отыскать Волкокровного – то есть потенциального волка-оборотня, который ещё не успел стать Урата. Такой человек проходит жестокий ритуал обращения, искажающий его сущность и делающий его одним из оборотней-быков. Из-за малочисленности Баал-Хадад Урата пока не знают об этом кощунственном ритуале, однако если им станет о нём известно, между их видами может начаться тотальная война.
- Холодные короли – крокодилы, хранящие память самой Земли. Эти оборотни сочетают свирепую мощь своих тел с наблюдательностью и мудростью. Многие из них развивают связь с памятью дикой природы до такой степени, что обретают способность вспоминать события, происходившие за века или даже тысячелетия до их рождения. Холодные короли не привыкли охотиться в прямом смысле этого слова. Вместо этого они формируют условия, в которых добыча сама к ним приходит – будь это зверь, человек или даже другой ферал.
- Серпентины – оборотни-змеи, служащие великим духам, обитающим в глубине Хисила. Согласно некоторым легендам, когда-то их покровители защищали духов от посягательств людей, выполняя ту же задачу, что и Отец Волк, только по другую сторону границы. Гибель Отца Волка оставила их без могущественного союзника, и эти древние сущности были вынуждены отправить в мир плоти своих посланников, которые смогли бы предотвращать возможные нападения на Хисил. Серпентины охраняют мир духов от магов, оборотней и редких людей, способных проникать в нематериальный мир. Некоторые из них служат и другим целям, однако в последнем случае они могут стать жертвами более фанатичных сородичей, выполняющих свои древние обязательства.

Существует несколько других, менее распространённых групп оборотней, однако их цели, культура и образ действий во многом зависят от индивидуальных особей и не поддаются строгой категоризации.

## Шкуродёры
Шкуродёрами называются люди, способные превращаться в зверей, магическим образом обрабатывая их шкуры. Иногда это требует знания алхимических ритуалов или оккультных методов таксидермии. В других случаях человеку необходимо пить кровь ещё живой жертвы одновременно со снятием шкуры. Самые опытные шкуродёры настолько сживаются со звериным обличьем, что приобретают способность превращаться в животных по собственной воле, уже не нуждаясь в каких-либо ритуальных действиях.
В отличие от настоящих оборотней, такие люди рождены обычными смертными, а потому беспрерывное истязание своей добычи сказывается на их психическом состоянии. Кроме того, проведение слишком больших промежутков времени в чужом облике заставляет их забывать о своей человеческой личности.
Самые беспощадные шкуродёры в конце концов обнаруживают у себя способность принимать обличья других людей, выполняя всё те же оккультные требования. Тем не менее, большинство из них к этому времени уже утрачивают представления о человеческом поведении и не способны надолго вживаться в чужую роль.

## Сонмы
Иногда дух вселяется в зверя, заставляя его охотиться на других представителей своего вида и впитывать их духовную силу. Когда такое создание обретает достаточное могущество, оно нападает на ближайшего человека и убивает его, после чего сливается с его трупом в единое целое.
Эти гибриды мёртвых людей и животных известны как сонмы, поскольку в момент своей смерти они распадаются на десятки особей, некогда поглощённых духом для получения своей силы. Если хоть одной особи удаётся избежать уничтожения, она начинает охоту снова, со временем восстанавливая своё чудовищное обличье.
Сонмы враждебны Урата и большинству фералов, поскольку оказывают разрушительное воздействие на Вуаль, физический мир, Хисил или даже саму реальность. В отличие от настоящих оборотней, они лишены человеческого интеллекта и не предназначены для игры.
Всего существует девять разновидностей сонмов, хотя большинство оборотней сталкиваются только с двумя из них (Бешилу и Азлу).
- Бешилу – крысы, способные прогрызать дыры в Вуали. Там, где появляются Бешилу, граница между мирами начинает ослабевать, пропуская духов в мир плоти или, наоборот, забрасывая в Хисил ничего не подозревающих смертных.
- Азлу – пауки, укрепляющие Вуаль невидимой паутиной. Хотя иногда это помогает заделать бреши, созданные активностью крыс, слишком большое количество паутины мешает физическому миру получать живительную энергию из мира духов, что означает стремительное увядание всей окружающей территории. По очевидным причинам Азлу и Бешилу находятся в состоянии непрерывной войны и стараются уничтожить друг друга при первой возможности.
- Шризаку – саранча, одержимая неутолимым голодом. Стаи Шризаку способны питаться практически чем угодно, включая машины и здания, но демоническая натура подталкивает их искать плоти людей, животных и даже оборотней.
- Халаку – вороны, собирающие информацию о физическом мире для других духов. В отличие от обычных сонмов, Халаку не убивают людей для захвата их тел. Вместо этого они выклёвывают глаза своих жертв, чтобы затем наблюдать за миром сквозь их пустые глазницы. Кроме того, Халаку не испытывают вражды к оборотням, хотя собранные ими сведения иногда вредят интересам Урата.
- Разилу – змеи, служащие столь непостижимым созданиям, что ни один оборотень до сих пор не смог точно определить конечную цель этих сонмов. Отсутствие информации об их стремлениях не означает, что их отношения с оборотнями носят мирный характер: практически всё, что делают Разилу, в той или иной степени противоречит целям Урата или фералов.
- Ха-Яок – тропические пиявки, пьющие кровь людей и животных. В отличие от большинства других сонмов, Ха-Яок могут сливаться не только с людьми, но и с другими живыми существами. Особую силу они получают от крови Урата, хотя после каждой охоты сонм Ха-Яок прекращает деятельность на несколько месяцев, не представляя опасности для окружающих.
- Адарушару – волки, сливающиеся с телами псовых, а не людей. Типичный Адарушару выглядит как многоголовый волк или пёс огромных размеров. Адарушару питаются страхом, иногда даже позволяя добыче жить, чтобы она могла рассказать окружающим о кошмарной встрече с одним из них.
- Ушидуирку – редкая группа сонмов-грибов, заражающих трупы людей с целью их возвращения к жизни. Хотя большинство таких мертвецов не способны надолго влиться в человеческий коллектив, свежие трупы могут использоваться для манипулирования оборотнями, не понимающими, что они имеют дело с покойниками, а не живыми людьми. Ушидуирку способны заражать спорами самих оборотней, чтобы впоследствии оживлять людей, павших от рук этих инфицированных Урата.
- Углату – черви, вгрызающиеся в тела безнравственных или безумных людей. Углату склоняют не только своих носителей, но и всех окружающих к совершению аморальных действий, со временем превращая даже порядочных жертв в преступников и социопатов.